# Северин, Тим
Тим Се́верин (англ. Tim Severin, 25 сентября 1940 — 18 декабря 2020) — британский путешественник, учёный и писатель.

## Биография
Тим Уоткинс родился в 1940 году в Ассаме (Индия), в семье английского чайного плантатора. В детстве его воспитанием занималась бабушка по материнской линии, и позднее он взял её фамилию Северин.
В 1946 году его отправили в английскую закрытую школу Тонбридж. В 1960 году окончил Оксфордский университет, где получил магистерскую степень по географии. Всю дальнейшую жизнь посвятил путешествиям, проверяя ими различные научные теории. После окончании университета вместе с двумя товарищами на мотоцикле проехал по маршруту Марко Поло. Результатом этого путешествия стала книга «По следам Марко Поло» (1964).
В 1976—1977 годах предпринял плавание на куррахе через Северную Атлантику в Америку, как полулегендарный ирландский монах святой Брендан.
В 1980 году стал капитаном арабского парусного корабля «Сохар», выстроенного по его заказу в Омане. Чтобы исследовать историческую основу сказок о Синдбаде-мореходе, Северин с командой из 19 человек проплыл на «Сохаре» по южным морям от Маската в Омане (старт экспедиции — 23 ноября 1980 г.) до г. Гуанчжоу в Китае (прибытие — 11 июля 1981 г.).
Создав в 1984 году копию древнегреческого судна («Арго»), прошел по предполагаемому маршруту Ясона и аргонавтов, а затем по следам Одиссея.
В своём последующем «китайском плавании» искал подтверждения того, что 2000 лет назад азиатские моряки на бамбуковых плотах могли доплывать до Америки.
В 1999 году повторил путь корабля «Пекод» из легендарного романа «Моби Дик». Одно из последних его путешествий — плавание к Островам пряностей.
Автор многих книг и создатель целого ряда документальных фильмов о своих путешествиях. В 2005 году выпустил свою первую художественную книгу «Викинг: дитя Одина». 
В последние годы проживал в Тимолиге (графство Корк, Ирландия), где и умер 18 декабря 2020 года, оставив дочь от первого брака Иду Эшворт и двух внуков.

## Признание
За научные достижения Тим Северин награждён медалью Королевского географического общества (1986) и Золотой медалью имени Ливингстона Королевского Шотландского географического общества (1988). В 1996 году дублинский Тринити-колледж присвоил ему степень доктора литературы гонорис кауза, а в 2003 году он стал почётным доктором Ирландского национального университета.

### Научные и научно-популярные
- 1964 г. — По следам Марко Поло
- 1970 г. — Золотые Антилы
- 1976—1977 гг. — Путешествие на «Брендане»
- 1980—1981 гг. — По пути Синдбада[7]
- 1986 г. — По пути Ясона
- 1987 г. — Экспедиция «Улисс»
- 1991 г. — Дорогами Чингисхана
- 1994 г. — Китайское путешествие (The China Voyage)
- 1997 г. — Острова пряностей

### Серия «Викинг»
- 2005 — Дитя Одина
- 2005 — Побратимы меча
- 2005 — Последний Конунг

### Серия «Корсар» («Гектор Линч»)
- 2007 — Крест и клинок
- 2008 — Пират Его Величества
- 2009 — Мираж Золотого острова
- 2014 — Privateer
- 2017 — Freebooter

### Серия «Саксонец»
- 2012 — Меч Роланда
- 2013 — Слон императора
- 2015 — Ассасин Его Святейшества